# NGC 6228
NGC 6228 is een spiraalvormig sterrenstelsel in het sterrenbeeld Hercules. Het hemelobject werd op 28 juni 1864 ontdekt door de Duitse astronoom Albert Marth.

## Synoniemen
- UGC 10558
- MCG 4-40-1
- ZWG 139.3
- VV 791
- VV 846
- IRAS 16460+2617
- PGC 59007